# Han Seung-soo
Đây là một tên người Triều Tiên, họ là Hàn.
Han Seung Soo (tiếng Hàn Quốc: 한승수, sinh ngày 28 tháng 12 năm 1936) là một chính trị gia và nhà ngoại giao Hàn Quốc. Ông là Thủ tướng của Đại Hàn Dân Quốc từ ngày 29 tháng 2 năm 2008 đến ngày 28 tháng 9 năm 2009. Trước đó, ông giữ chức Chủ tịch Đại hội đồng Liên Hợp Quốc khóa 56 nhiệm kỳ từ năm 2001 đến năm 2002.

## Học vấn
Han nhận bằng Cử nhân từ Đại học Yonsei năm 1960. Ông tiếp tục theo học và lấy bằng Thạc sĩ từ Đại học Quốc gia Seoul năm 1963 và bằng Tiến sĩ về Kinh tế của Đại học York năm 1968. Sau đó ông tiếp tục làm việc và có học vị Giáo sư tại trường Đại học York, Anh và Đại học Yonsei ở Hàn Quốc.

## Sự nghiệp chính trị và ngoại giao
Ông lần đầu tiên được bầu vào Quốc hội Hàn Quốc năm 1988. Sau đó ông là Đại sứ Hàn Quốc tại Hoa Kỳ từ năm 1993 đến năm 1994, Thư ký của Tổng thống Kim Young-sam từ năm 1994 đến năm 1995. Từ năm 1996 đến năm 1997, ông giữ chức Phó Thủ tướng kiêm Bộ trưởng Bộ Tài chính Hàn Quốc.
Tháng 4 năm 2001, ông được bổ nhiệm làm Bộ trưởng Bộ Ngoại giao của Hàn Quốc. Ông được bầu làm Chủ tịch Đại hội đồng Liên Hợp Quốc khóa 56 vào tháng 9 năm 2001.
Sau nhiệm kỳ tại Liên Hợp Quốc, ông quay trở lại chính trị và được bầu vào Quốc hội Hàn Quốc năm 2002. Trước cuộc bầu cử, ông rời khỏi chức vụ Chủ tịch Đại hội đồng Liên Hợp Quốc và Bộ trưởng Ngoại giao.
Năm 2004, ông được Nữ hoàng Anh Elizabeth II phong tặng là Hiệp sĩ danh dự của Bộ Quốc phòng Anh (KBE).
Sau khi ông Lee Myung-bak đắc cử Tổng thống Hàn Quốc tháng 12 năm 2007, ông được chỉ định giữ chức Thủ tướng Hàn Quốc và nhậm chức cuối tháng 1 năm 2008. Việc đề cử ông làm Thủ tướng được Quốc hội Hàn Quốc thông qua ngày 29 tháng 2 năm 2008, với 270 phiếu thuận và 94 phiếu chống.
Ngày 10 tháng 6 năm 2008, khoảng 100.000 người dân Hàn Quốc đã đổ ra đường biểu tình chống lại thỏa thuận nhập thịt bò Mỹ của chính phủ. Chính quyền đã phải điều động 21.000 cảnh sát bảo vệ an ninh tại trung tâm thủ đô Seoul và điều container chắn các con đường chính để chặn dòng người biểu tình, ngăn ngừa nguy cơ bạo lực. Cùng ngày, Thủ tướng Hàn Quốc Han Seung Soo và toàn bộ nội các chính phủ đã nộp đơn xin từ chức để nhận trách nhiệm về vụ "khủng hoảng thịt bò nhập khẩu" khiến rung chuyển cả đất nước Hàn Quốc.
Nhằm xoa dịu dư luận và đối phó với các cuộc biểu tình đang tiếp diễn trên đường phố thủ đô Seoul, ngày 7 tháng 7 năm 2008, Tổng thống Lee Myung-bak đã quyết định tiến hành cải tổ nội các, thay thế ba Bộ trưởng gồm Bộ trưởng Y tế, Nông nghiệp và Giáo dục nhưng vẫn giữ Han Seung-soo và hầu hết các thành viên trong nội các của ông tiếp tục nhiệm kỳ.
Tháng 12 năm 2013, ông được bổ nhiệm làm Đặc phái viên của Tổng thư ký Ban Ki-moon về Giảm nhẹ Rủi ro Thiên tai và Nước. Ngoài ra, ông cũng từng là một trong ba Đặc sứ của Liên Hợp Quốc về vấn đề Thay đổi Khí hậu từ tháng 5 năm 2007.